# Römischer Qanat (Mehring)

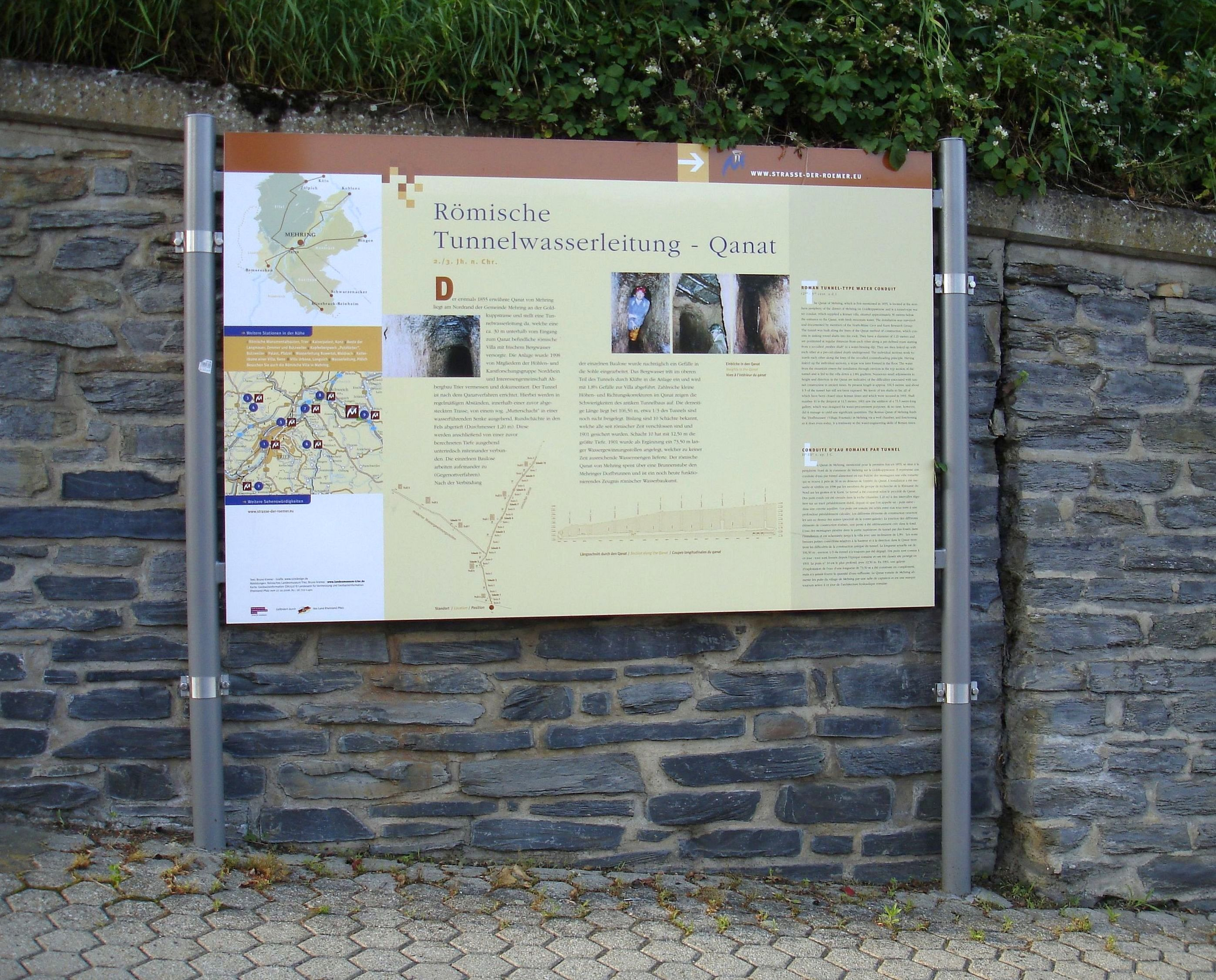
Hinweistafel auf den Römischen Qanat

Der Römische Qanat von Mehring ist eine Tunnelwasserleitung (Qanat) römischen Ursprungs am nördlichen Rand der Gemeinde Mehring/Mosel. Er diente der  Wasserversorgung einer römischen Villa im 2. oder 3. Jahrhundert und wird heute genutzt zur Speisung öffentlicher Brunnen.
Der Qanat von Mehring wurde 1855 erstmals von Pfarrer Philipp Schmitt erwähnt im Zusammenhang mit der Ausgrabung des Badetraktes einer römischen Villa im Jahre 1834, gelegen in der heutigen Römerstraße.
Im Jahre 1998 wurde die Anlage von der Höhlen- und Karstforschungsgruppe Nordrhein sowie von der Interessengemeinschaft Altbergbau Trier/Schweich untersucht.
Der Qanat wurde auf einer Länge von 106,50 Metern freigelegt, 10 Zugangsschächte aus römischer Zeit sind bisher bekannt, etwa ein Drittel des Qanats ist noch unerforscht. Die Höhe des Kanals beträgt etwa 1,20 Meter, die Breite circa 50 bis 60 Zentimeter. Die Anlage hat ein Gefälle von 1,8 Prozent.
Im benachbarten Pölich befindet sich ebenfalls ein römischer Qanat. Beide liegen im Bereich der Römischen Weinstraße und an der Straße der Römer.
Im Trierer Land gibt es eine große Zahl solcher Tunnelbauten, die teilweise noch unerforscht sind. Weitere Anlagen dieser Art gibt es in Brey, Düren (Drover-Berg-Tunnel), Saarbrücken (Halberg-Tunnel) sowie im Neuwieder Becken.